# Замок Гибихенштайн
Замок Гибихенштайн (нем. Burg Giebichenstein) — руинированный средневековый замок на высоком берегу реки Зале в немецком городе Галле в федеральной земле Саксония-Анхальт.

## Исторический очерк
Построенный между 900 и 1000 годами, он считается одним из старейших на реке Зале. В период раннего Средневековья первый замок Гибихенштайн, от которого мало что сохранилось, обладал стратегическим значением не только для магдебургского епископства, но и играл важную роль в имперской политике. Здесь провели свои последние дни епископы Адальберт Магдебургский в 981 году, Тагино и Вальтард в 1012 году. Германским королям и императорам замок служил в качестве тюрьмы для представителей высшего дворянства: Генриха Швайнфуртского в 1004 году, Адальберта Эсте в 1014—1018 годах, Эрнста Швабского в 1027—1029 годах, Готфрида Лотарингского в 1045—1046 годах и Людвига Шауэнбургского в 1085 году. В 1064 году здесь останавливался император Генрих IV, а Фридрих Барбаросса в 1157 году проводил собрание князей.
Значительные преобразования замок пережил во второй половине XII века при епископе Вихмане Зеебург-Кверфуртском (нем. Wichmann von Seeburg-Querfurt, ок. 1116—1192), близком родственнике Веттинов. Именно в это время были возведены основные постройки Верхнего замка: оборонительная стена, надвратная, южная и северная башни, репрезентативная капелла, а также так называемый палас, то есть главное жилое здание.
В 1215 году — в ходе борьбы Вельфов и Штауфенов за германский трон — Гибихенштайн был осаждён Фридрихом II, поскольку правивший в то время епископ Альбрехт Кефернбургский (нем. Albrecht I. von Käfernburg) поддерживал Оттона IV.
В 1260-х годах при Рупрехте Кверфуртском (нем. Ruprecht von Querfurt, †1266) замок был отреставрирован, и столетие спустя при Дитрихе Кагельвите (нем. Dietrich Kagelwit, ок. 1300—1367) перестроен в готическим стиле.
С 1382 года замок Гибихенштайн служил в качестве основной резиденции магдебургских архиепископов, и был основной ареной противостояния с городским советом города Галле, стремившегося к бо́льшей независимости.
В период между 1445 и 1464 годами, при епископах Гюнтере II (нем. Günther II. von Schwarzburg, ок. 1382—1445) и Фридрихе III (нем. Friedrich III. von Beichlingen, ок. 1427—1464) у подножия замковой скалы был выстроен так называемый Нижний замок, выполнявший роль укреплённого хозяйственного подворья, обнесённого оборонительной стеной с выступающими башнями, рвами и рядом жилых построек.
Однако всего несколько лет спустя Эрнст Саксонский принял решение о возведении новой епископской резиденции Морицбург, вследствие чего около 1500 года Гибихенштайн был отдан под нужды местного управления (амт Гибихенштайн, вплоть до XIX века) и под хозяйственную деятельность с последовавшим возведением пивоварни и винокурни. В течение XVI века особенно Верхний замок, остававшийся без внимания, всё больше приходил в негодное состояние, и предстаёт на гравюре Мериана 1636 года в руинированном состоянии.
В Тридцатилетней войне замок, занятый шведами, пал жертвой крупного пожара, уничтожившего почти все постройки Верхнего замка, который, начиная с этого времени, был заброшен.
В 1921 замок Гибихенштайн перешёл в городскую собственность, и в следующем году на территории Нижнего замка расположилось ремесленное училище, нынешняя Высшая школа искусств и дизайна (нем. Burg Giebichenstein Kunsthochschule Halle, англ. Burg Giebichenstein University of Art and Design Halle).